# Elias Canetti

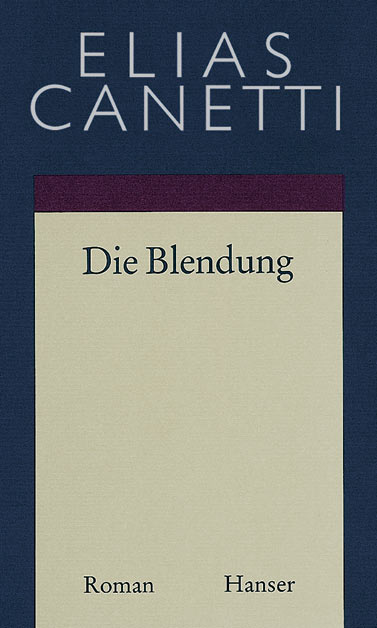
"Ślepota", 1931

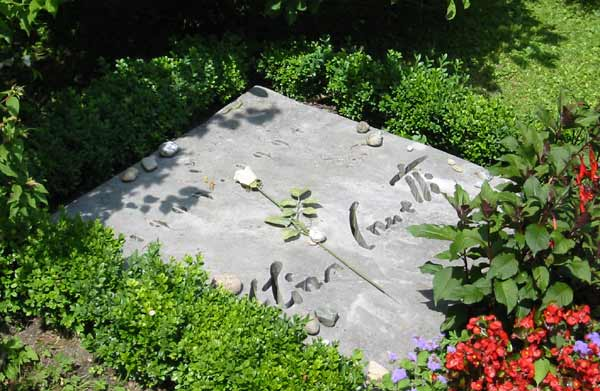
Grób Canettiego (2004)

Elias Canetti (ur. 25 lipca 1905 w Ruszczuku, zm. 14 sierpnia 1994 w Zurychu) – austriacki pisarz żydowskiego pochodzenia, prozaik i eseista, poeta, dramaturg, tłumacz; laureat Nagrody Nobla w dziedzinie literatury (1981).

## Życiorys
Elias Canetti urodził się w rodzinie Żydów sefardyjskich, której przodkowie, noszący nazwisko Canete, zostali wygnani z Hiszpanii po ogłoszeniu edyktu z Alhambry (1492). W 1911 jego rodzina przeniosła się z Bułgarii do Manchesteru w Anglii. Po śmierci ojca w 1912 zamieszkali w Wiedniu. W latach 1916–1924 wraz z matką mieszkał w Zurychu i Frankfurcie. Do Wiednia wrócił w 1924 i podjął studia chemiczne na Uniwersytecie Wiedeńskim, które ukończył w 1929, uzyskując stopień doktora. W 1928 w Berlinie poznał Bertolta Brechta. Po Anschlussie Austrii w 1938 wyemigrował do Wielkiej Brytanii, gdzie mieszkał do roku 1988.
W 1932 zadebiutował sztuką Hochzeit, a w 1935 napisał powieść Auto da fé (w oryginale Die Blendung). Po udaniu się na emigrację do Anglii pisarz zrezygnował z działalności literackiej, by oddać się badaniom nad psychologią tłumu i magnetyzmem faszyzmu. Esej Masse und Macht (Masa i władza) z 1960 rozpoczął nowy okres w twórczości Canettiego. Pisarz porzucił prozę fabularyzowaną. Najważniejsze dzieła tego okresu to autobiograficzna trylogia: Ocalony język, Pochodnia w uchu i Gra oczu. Oprócz powieści i dramatów Canetti wydał także fragmenty swoich dzienników Die Provinz des Menschen: Aufzeichnungen 1942–1972 (1978; w wyborze pol. pt. Myśli) oraz szkice o osobowościach Der Ohrenzeuge: Fünfzig Charaktere (1974).
W swojej twórczości Canetti analizował emocje tłumu, psychopatologię władzy i sytuację jednostki w obliczu konfliktu ze społeczeństwem. Zainteresowanie pisarza ruchami masowymi datuje się od czasu zamieszek ulicznych wywołanych wysoką inflacją w latach 20. we Frankfurcie, których kulminacją stały się rozruchy w 1927, kiedy wściekły tłum podpalił wiedeński Pałac Sprawiedliwości (zob. austriacka wojna domowa). Z zaplanowanej ośmiopowieściowej sagi o gniewie tłumu powstała tylko Die Blendung (1935; Auto da fé, wyd. pol. 1966). Jest to powieść o degradacji i zagładzie uczonego, odizolowanego w groteskowym świecie.
W 1981 został laureatem Nagrody Nobla w dziedzinie literatury.
Canetti był związany z wieloma kobietami, oprócz żony Vezy były to m.in. pisarka Frieda Benedikt (Anna Sebastian) i malarka Marie-Louise von Motesiczky.

## Dzieła
- Auto da fé (tyt. oryg. Die Blendung 1936), wyd. polskie 1966: tłum. Edyta Gałuszkowa-Sicińska, Wydawnictwo Czytelnik 1966
- Wesele (1932) [przekład pol. w „Dialogu” 1967, nr 3]
- Komedia próżności (1934)
- Naznaczeni (1952)
- Masa i władza (tyt. oryg. Masse und Macht, 1960), wyd. polskie 1996: tłum. Eliza Borg, Maria Przybyłowska, Wydawnictwo Czytelnik 1996, ISBN 83-07-02487-0
- Głosy Marrakeszu (tyt. oryg. Stimmen von Marrakesch, 1968)
- Jeszcze jeden proces Kafki: Listy do Felicji (1969)
- Przyszłość rozłupana (1972)
- Władza i przeżycie (1972)
- Prowincja ludzka. Zapiski 1942-1972 (tyt. oryg. Die Provinz des Menschen. Aufzeichnungen 1942-1972) wyd. polskie 1996: tłum. Maria Przybyłowska, Wydawnictwo Dolnośląskie 1996, ISBN 83-7023-485-2
- Sumienie słów (tyt. oryg. Das Gewissen der Worte, 1975) wyd. polskie 2011: tłum. Maria Przybyłowska, Maria Krońska, Wydawnictwo Literackie 2011, ISBN 978-83-08-04586-2
- Nauszny świadek (1974)
- Zapiski (1972)
- Myśli (tyt. oryg. Die Provinz des Menschen), wyd. polskie 1981: tłum. Janusz Danecki, PIW 1981, ISBN 83-06-00832-4
- Ocalony język (tyt. oryg. Die gerettete Zunge. Geschichte einer Jugend, 1977), wyd. polskie 1986:  tłum. Maria Przybyłowska, Wydawnictwo Czytelnik 1986, ISBN 83-07-00992-8
- Pochodnia w uchu (tyt. oryg. Die Fackel im Ohr. Lebensgeschichte 1921-1931, 1980), wyd. polskie 1988:  tłum. Maria Przybyłowska, Wydawnictwo Czytelnik 1988, ISBN 83-07-01477-8
- Gra oczu (tyt. oryg. Das Augenspiel, 1985), wyd. polskie 1991: tłum. Maria Przybyłowska, Wydawnictwo Czytelnik 1991, ISBN 83-07-02218-5
- Party pod wojennym niebem (tyt. oryg. Party im Blitz, 2003 – wydanie pośmiertne), wyd. polskie 2005: tłum. Maria Przybyłowska, Wydawnictwo Czytelnik 2005, ISBN 83-07-03041-2
- Tajemne serce zegara (tyt. oryg. Das Geheimherz der Uhr. Aufzeichnungen 1973–1985), wyd. polskie 2007: Wydawnictwo Pogranicze 2007, ISBN 978-83-86872-89-3
- Księga przeciwko śmierci (tyt. oryg. Das Buch gegen den Tod), tłum. Maria Przybyłowska, Wydawnictwo Pogranicze 2019, ISBN 978-83-66143-05-0
- Dramaty, tłum. Ryszard Wojnakowski, Wydawnictwo Eperons-Ostrogi 2021, ISBN 978-83-66102-82-8
- O zwierzętach (tyt. oryg. Über Tiere), tłum. Maria Przybyłowska, Wydawnictwo Pogranicze 2023, ISBN 978-83-66143-71-5